# Primele zile de primăvară
Primele zile de primăvară este o pictură în ulei din 1929 a pictorului suprarealist spaniol Salvador Dalí.
Decorul acestei imagini este un plan gri, expansiv și neted. Acesta este înălțat în dreapta și coboară în trepte la un nivel inferior spre stânga. În mijlocul acestui spațiu sunt grupate o varietate de imagini suprarealiste ciudate și colorate. În depărtare se văd figurile mici și umbroase ale unui bărbat care ține de mână un băiețel. Spre stânga se află o figură așezată pe un scaun cu spatele la întreaga scenă.
Această lucrare a fost creată în timpul unei perioade de stres personal extrem pentru Dalí. Tatăl său era din ce în ce mai dezamăgit de alegerea profesiei și de comportamentul neortodox al fiului său. Figurile bărbatului și băiatului apar de mai multe ori în lucrările viitoare ale lui Dalí. Ele reprezintă dorința lui Dalí de a-și vindeca relația cu tatăl său. S-a speculat, de asemenea, că figura așezată din stânga îl reprezintă pe tatăl artistului.